# هواوي
شركة هواوي تكنولوجيز المحدودة (/ˈhwɑːˌweɪ/، الصينية المبسطة 华为技术有限公司) (تُنطق ، (بالإنجليزية: Huawei)) هي شركة صينية لتصنيع معدات الاتصالات السلكية واللاسلكية والإلكترونيات الاستهلاكية، ومقرها في شنجن، غوانغدونغ، الصين.
تأسست الشركة في عام 1987 من قبل رن تشنغ فاي. وفي البداية، كان تركيز هواوي منصبا على تصنيع لوحات ومقاسم الهاتف ‏، ثم وسعت أعمالها لاحقا لتشمل بناء شبكات الاتصالات السلكية واللاسلكية، وتوفير الخدمات التشغيلية والاستشارية والمعدات للمؤسسات داخل وخارج الصين، وتصنيع أجهزة الاتصالات للسوق الاستهلاكية. كان لدى هواوي أكثر من 170,000 موظف اعتبارًا من سبتمبر 2017، حوالي 76000 منهم يعملون في مجال البحث والتطوير (البحث والتطوير). ولديها 21 معهد للبحث والتطوير في جميع أنحاء العالم. اعتبارًا من 2017 استثمرت الشركة 13.8 مليار دولار أمريكي   في البحث والتطوير.
لقد نشرت هواوي منتجاتها وخدماتها في أكثر من 170 دولة. واعتبارًا من 2011 كانت تقدم خدماتها إلى 45 مشغل اتصالات من أكبر 50 مشغل من مشغلي الاتصالات. أما شبكاتها، التي يتجاوز عددها 1500 شركة حول العالم، فتخدم ثلث سكان العالم. ولقد تفوقت شركة هواوي على شركة إريكسون في عام 2012، كأكبر مُصنِّع لمعدات الاتصالات السلكية واللاسلكية في العالم، وتخطت شركة أبل في عام 2018 باعتبارها ثاني أكبر منتج للهواتف الذكية في العالم، بعد شركة سامسونج للإلكترونيات. وهي تحتل المرتبة 72 على قائمة فورتشن غلوبال 500. في ديسمبر 2018، ذكرت شركة هواوي أن إيراداتها السنوية قد ارتفعت إلى 108.5 مليار دولار أمريكي في عام 2018، (بزيادة 21% عن إيرادات عام 2017).
وعلى الرغم من نجاح الشركة على الصعيد الدولي، فقد واجهت هواوي الصعوبات في بعض الأسواق، وذلك بسبب ادعاءات بمخاطر الأمن السيبراني - وهي ادعاءات غير مثبتة من حكومة الولايات المتحدة - تفيد بأن معدات البنية التحتية لشركة هواوي قد تعطي الحكومة الصينية القدرة على المراقبة. خاصةً مع تطور شبكات الجيل الخامس 5G اللاسلكية، وكانت هناك دعوات من الولايات المتحدة لمنع استخدام منتجات هواوي أو زميلها للاتصالات الصينية زي تي إي من قبل الولايات المتحدة أو حلفائها. ولقد جادلت شركة هواوي بأن منتجاتها لا تشكل «أي خطر على الأمن السيبراني» أكثر من الخطر الموجود ضمن منتجات أي بائع آخر، وأنه لا يوجد دليل على المزاعم الأمريكية. وانسحبت شركة هواوي من سوق المستهلك الأمريكي في عام 2018، بعد أن أثرت المخاوف التي أثارتها إدارة ترامب على تسويق منتجاتها هناك.

## التسمية
يمكن ترجمة اسم Huawei كـ «عمل رائع» أو «التميز الصيني»؛ هوا تعني «رائع» (حرفيا «الجمال منمق») أو «الصين»، في حين يمكن للوي أن تعني «العمل» أو «الإنجاز». في نظام بينيين لكتابة الصينية تكتب Huáwéi، وتلفظ [xwǎwéi] في لغة الماندرين الصينية. في الكانتونية يكتب الاسم باستخدام نظام يتبنغ على شكل Waa4-wai4 ويلفظ[wa˩wɐj˩]. يختلف لفظ Huawei عند غير الصينيين، فمثلا "Hua Way" أو "How Wee" في الولايات المتحدة و "Hoe-ah-wei" في هولندا. ولقد وضعت الشركة في اعتبارها نطق اسمها من قبل غير الصينيين واحتمال تغيير الاسم باللغة الانكليزية حيث كانت تشعر بالقلق من صعوبة نطق الاسم لغير الصينيين لكنها قررت الاحتفاظ بالاسم، وأطلقت حملة للتعرف على الاسم بدلاً من ذلك لتشجيع النطق بصورة أقرب إلى "Wah -Way "باستخدام الكلمات " Wow Way".

## التاريخ

### السنوات المبكرة
خلال عقد الثمانينيات، حاولت الحكومة الصينية تحديث البنية التحتية للاتصالات المتخلفة في البلاد، ومن بين المكونات الأساسية لشبكة الاتصالات لوحات مقاسم الهاتف، وفي أواخر عقد الثمانينيات من القرن العشرين، سعت عدة مجموعات بحثية صينية للحصول على التكنولوجيا وتطويرها، وذلك من خلال مشاريع مشتركة مع شركات أجنبية.
أسس رن تشنغ فاي، نائب المدير الهندسي السابق لجيش التحرير الشعبي، شركة هواوي في عام 1987 في شينزين، وصرحت الشركة أن رأس مالها المسجل عند التأسيس كان 21000 يوان صيني.
سعى رن لعكس هندسة التقنيات الأجنبية مع الباحثين المحليين، في الوقت الذي استوردت من الخارج كل تكنولوجيا الاتصالات السلكية واللاسلكية في الصين، كان رن يأمل في بناء شركة اتصالات صينية محلية تجابه المنافسين الأجانب وتكون بديلا عنهم في النهاية.
خلال السنوات الأولى، كان نموذج أعمال الشركة يعتمد على إعادة بيع مقاسم التحويل الداخلية والخاصة ‏ (PBX) المستوردة من هونغ كونغ. وفي الوقت نفسه، كانت تعيد عكس هندسة مقاسم الهواتف المستوردة من حول العالم وتستثمرها بكثافة في البحث والتطوير لأجل تصنيع التقنيات الخاصة بها. بحلول عام 1990، كان لدى الشركة ما يقرب من 600 موظف في مجال البحث والتطوير، فبدأت تسويقها الخاص المستقل لمقاسم PBX التي تخدم الفنادق والمؤسسات الصغيرة.
جاء الإنجاز الكبير الأول للشركة في عام 1993، عندما أطلقت بدّالة الهاتف C&C08 والتي يمكن برمجتها. لقد كانت إلى حد بعيد في ذلك الوقت أقوى بدّالة متاحة في الصين. ومن خلال التوزيع الأولي في المدن الصغيرة والمناطق الريفية والتركيز على الخدمة والتخصيص، فرضت الشركة موقعها في السوق وشقّت طريقها إلى السوق الرئيسي.
حصلت شركة هواوي أيضًا على عقد رئيسي لبناء أول شبكة اتصالات وطنية لجيش التحرير الشعبي، وهي صفقة وصفها أحد الموظفين بأنها «صغيرة من حيث أعمالنا الإجمالية، ولكنها كبيرة فيما يتعلق بعلاقاتنا». في عام 1994، عقد مؤسس الشركة رن تشينغ في اجتماعًا مع الأمين العام للحزب جيانغ زيمين، أخبره أن «تكنولوجيا ومعدات المقاسم كانت مرتبطة بالأمن القومي، وأن الدولة التي ليس لديها مقاسم وبدّالات خاصة بها كانت مثل تلك التي كانت تفتقر إلى جيشها الخاص.» ويقال أن جيانغ وافقه على هذا الرأي.
كانت نقطة تحول رئيسية أخرى للشركة في عام 1996، عندما تبنت الحكومة في بكين سياسة واضحة لدعم شركات الاتصالات المحلية وتقييد الوصول إلى المنافسين الأجانب. تمت الإشادة بهواوي من قبل كل من الحكومة والجيش كبطل وطني ‏، وأنشأت مكاتب جديدة للبحث والتطوير.

### التوسع الخارجي

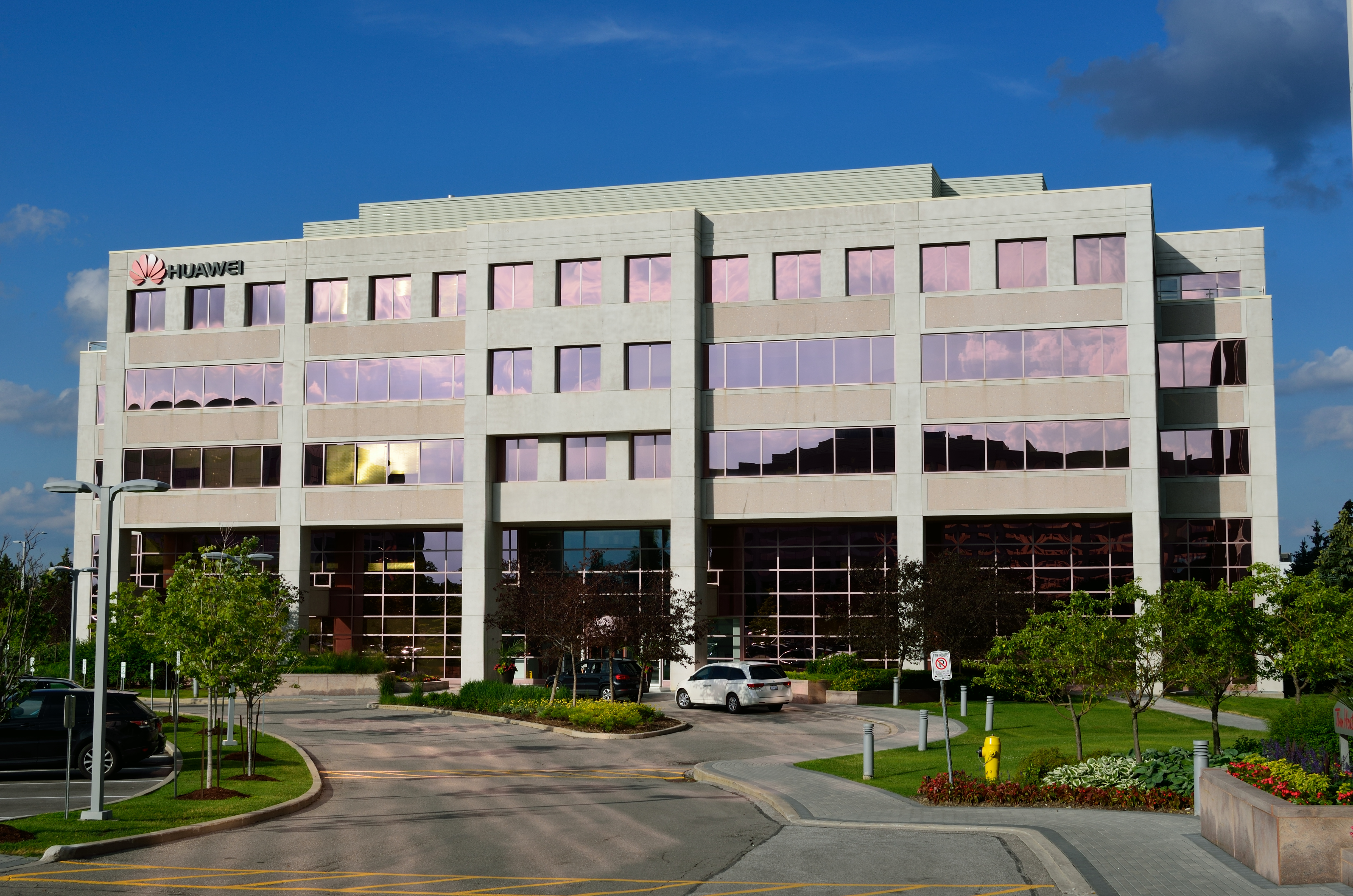
مكتب هواوي في ماركهام، أونتاريو، كندا

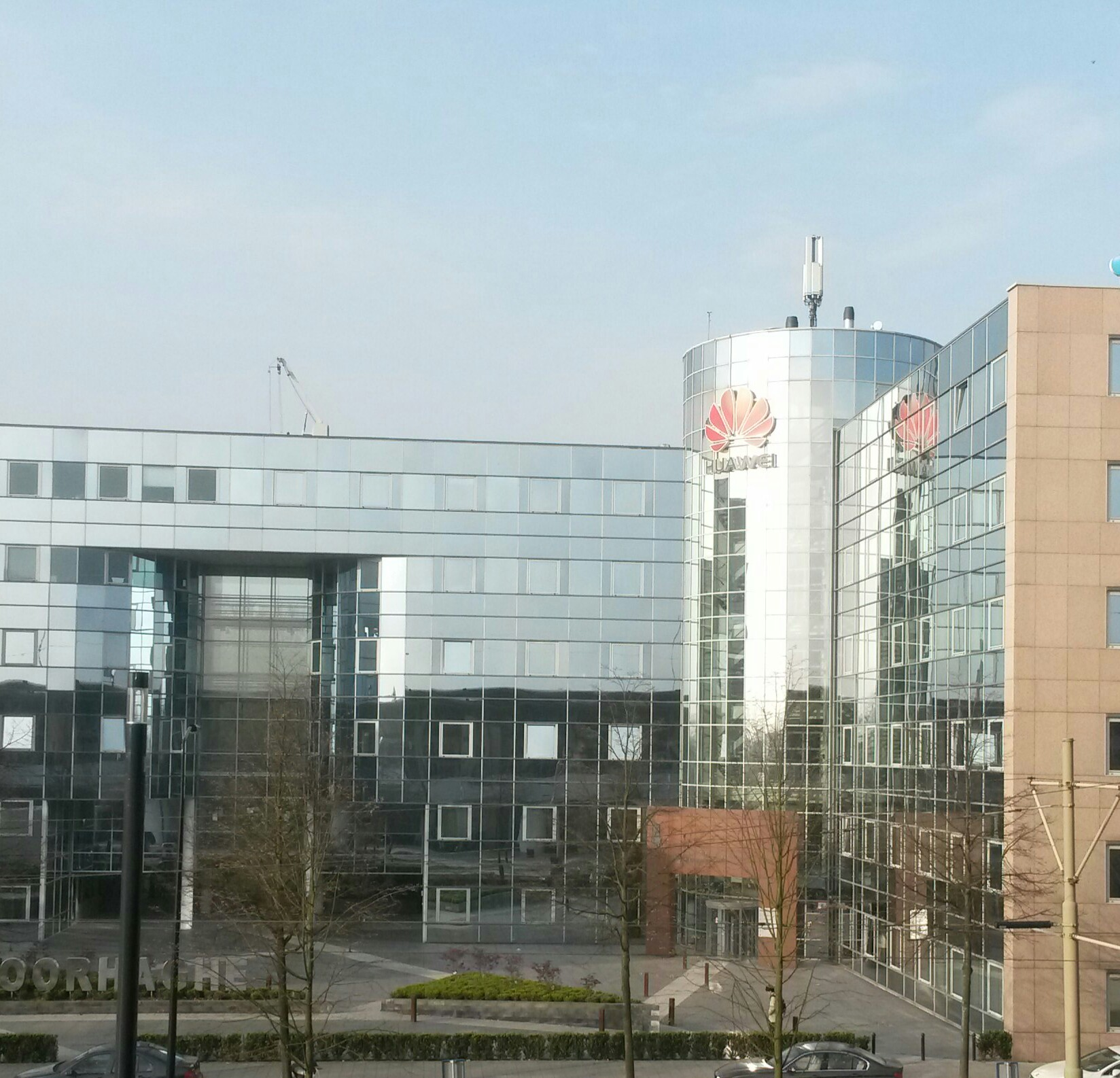
مكتب هواوي في فوربورغ، هولندا

في عام 1997، فازت شركة هواوي بعقد لأجل توفير منتجات خطوط الهاتف الثابت لشركة هوتشيسون وامبوا في هونغ كونغ. في وقت لاحق من ذلك العام، أطلقت شركة هواوي منتجاتها اللاسلكية القائمة على نظام جي إس إم، وتوسعت في نهاية المطاف لتقديم CDMA وUMTS. في عام 1999، افتتحت الشركة مركزًا للبحث والتطوير (R&D) في بنغالور، الهند لتطوير مجموعة واسعة من برامج الاتصالات.
في عام 2005، تجاوزت طلبات العقود الخارجية لشركة هواوي حجم طلبات مبيعاتها المحلية لأول مرة. ووقعت شركة هواوي اتفاقية إطار عمل عالمي مع شركة فودافون. هذه الاتفاقية هي المرة الأولى التي يحصل فيها مورد معدات الاتصالات السلكية واللاسلكية من الصين على صفة مورد معتمد ضمن سلسلة التوريد لشركة فودافون. وقعت هواوي أيضًا عقدًا مع بريتيش تيليكوم لنشر شبكة الوصول متعدد الخدمات (MSAN) ومعدات الإرسال لشبكة القرن الحادي والعشرين ‏ (21CN) الخاصة بشركة بريتيش تيليكوم [بحاجة لمصدر]
في مايو 2008، أعلنت شركة الطيران الأسترالية أوبتوس أنها ستنشئ منشأة أبحاث تكنولوجية مع شركة هواوي في سيدني. وفي أكتوبر 2008، توصلت شركة هواوي إلى اتفاق للمساهمة في شبكة HSPA + الجديدة القائمة على جي إس إم والتي تنشر بشكل مشترك بين شركات النقل الكندية بيل موبيليتي ‏ وتيلاس موبيليتي ‏، وانضمت إليها نوكيا سيمنز نيتوركس ‏. قدمت هواوي واحدة من أولى شبكات LTE / EPC التجارية في العالم لشركة تلياسونيرا في أوسلو، النرويج في عام 2009.
في يوليو 2010، أدرجت هواوي في قائمة فورتشن غلوبال 500 لعام 2010 التي نشرتها مجلة فورتشن الأمريكية للمرة الأولى، اعتمادا على قوة مبيعاتها السنوية البالغة 21.8 مليار دولار أمريكي. وبصافي ربح قدره 2.67 مليار دولار.
في أكتوبر 2012، أعلن أن هواوي ستنقل مقرها الرئيسي في المملكة المتحدة إلى جرين بارك، ريدنغ.
في سبتمبر 2017، أنشأت شركة هواوي شبكة ناروباند أي أو تي ‏ لاسلكية لتغطية مدينة باستخدام نموذج إنشاء «شبكة واحدة، منصة واحدة، تطبيقات متعددة» تستخدم إنترنت الأشياء والحوسبة السحابية والبيانات الضخمة وغيرها من تكنولوجيا المعلومات والاتصالات من الجيل التالي، كان واضحا أنها كانت تهدف إلى تصبح واحدة من أكبر خمسة لاعبين في العالم في المستقبل القريب وهو الأمر الئي لم يعجب الأمريكان.
في ديسمبر 2018، اعتقل كل من نائبة رئيس شركة هواوي والمدير المالي الرئيسي منج وانزو في كندا في 1 ديسمبر 2018، بناءً على طلب من الولايات المتحدة، بتهمة انتهاك العقوبات الأمريكية ضد إيران. قدمت وزارة العدل الأمريكية تهماً رسمية بالاحتيال وعرقلة العدالة وسرقة الأسرار التجارية ضد شركة هواوي في يناير 2019. في 28 أبريل 2025، ذكرت صحيفة وول ستريت جورنال أن شركة هواوي تستعد لاختبار معالج ذكاء اصطناعي جديد وقوي، وتأمل من خلاله في استبدال بعض المنتجات التي تصنعها شركة إنفيديا.

### الأداء في الفترة الأخيرة
عند نهاية عام 2018، كانت هواوي قد باعت 200 مليون هاتف ذكي. أعلنت الشركة أن الطلب القوي من جانب المستهلكين على الهواتف الذكية المتميزة ساعد الشركة للوصول إلى إيرادات تجاوزت 52 مليار دولارًا عام 2018.
أعلنت شركة هواوي إن إيراداتها بلغت 105.1 مليار دولار لعام 2018 في أنحاء العالم، بربح صافي مقداره 8.7 مليار دولار. بلغت إيرادات هواوي في الربع الأول من عام 2019 ما نسبته 39% من الحجم السنوي، بقيمة 26.76 مليون دولار أمريكي.

### الخلافات السياسية
كانت شركة هواوي في وسط مسرح مزاعم تجسس غير مثبتة ‏ أطلقتها الولايات المتحدة حول معدات شبكة 5G الصينية ‏. في عام 2018، أقرت الولايات المتحدة مشروع قانون لتمويل الدفاع ‏ يتضمن فقرة تمنع الحكومة الفيدرالية من التعامل مع شركة هواوي، وشركة زد تي إي، والعديد من الصينيين مقدمي منتجات المراقبة، بسبب ما ادعته الحكومة الأمريكية أنها مخاوف أمنية.
في 1 ديسمبر 2018، قبض على نائبة رئيس شركة هواوي منج وانزو، وابنة مؤسس الشركة رن تشنغفي، في كندا بناءً على طلب من السلطات الأمريكية. وهي تواجه مخاطر التسليم إلى الولايات المتحدة بتهمة انتهاك العقوبات ضد إيران. في 22 أغسطس 2018، صدرت مذكرة توقيف عن المحكمة الجزئية الأمريكية للمنطقة الشرقية في نيويورك ‏. وذكر المدعي العام أن منغ «متهمة بالتآمر للاحتيال على مؤسسات دولية متعددة». استندت مذكرة الاعتقال إلى مزاعم بوجود مؤامرة للاحتيال على المصارف التي كانت تقوم بتخليص الأموال التي زُعم أنها لصالح هواوي، ولكنها كانت في الواقع لصالح سكايكوم، وهو كيان زعم المدعي العام أنه تحت سيطرة هواوي، وأضاف بدون أي إثباتات أن هذا الكيان يتعامل مع إيران، خارقا العقوبات عليها. لم تثبت أي من هذه الادعاءات في المحكمة. وفي 11 ديسمبر 2018، أطلق سراح منغ وانزهو بكفالة.
في 28 كانون الثاني (يناير) 2019، وجهت النيابة الفيدرالية الأمريكية رسميًا الاتهام إلى منغ وانزهوا وهواوي بثلاث عشرة تهمة تتعلق بالاحتيال على المصارف والتحويلات المالية وعرقلة العدالة واختلاس الأسرار التجارية. كما قدمت الإدارة طلبًا رسميًا لتسليم منغ إلى السلطات الكندية في نفس اليوم. ردت هواوي على التهم الموجهة إليها بأنها «تنفي أن تكون هي أو شركة تابعة لها أو شركة متعاونة معها قد ارتكبت أيًا من الانتهاكات المزعومة»، كما أكدت أن منغ بريئة. تعتقد وزارة الصناعة وتكنولوجيا المعلومات الصينية أن التهم التي وجهتها الولايات المتحدة «غير عادلة».
في 30 أغسطس 2020، أعلنت شركة هواوي إنهاء صفقة الرعاية التي دامت تسع سنوات مع فريق الرجبي الأسترالي، كانبرا غزاة، بسبب الحرب التجارية الكبرى بين الصين وأستراليا. كانت الشركة مقيدة بالفعل من قبل أستراليا للمشاركة في البنية التحتية للاتصالات الوطنية المهمة.

#### القيود التجارية الأمريكية
في 15 مايو 2019، وقع الرئيس الأمريكي دونالد ترامب الأمر التنفيذي بشأن تأمين سلسلة التوريد والخدمات في تكنولوجيا المعلومات والاتصالات، والذي يمنح الحكومة سلطة تقييد أي معاملات مع «خصوم أجانب» تتضمن أعمالهم تكنولوجيا المعلومات والاتصالات. لم يشر ترامب بشكل محدد إلى الصين أو هواوي أو أي طرف آخر، لكنهُ أكد أن هؤلاء الخصوم يشكلون «مخاطر غير مقبولة» على الأمن القومي. في نفس اليوم، أضافت وزارة التجارة شركة هواوي و70 «شركة تابعة» إلى قائمة الحظر بموجب لوائح إدارة التصدير ‏. هذا يقيد الشركات الأمريكية من التعامل مع هواوي دون ترخيص وموافقات حكومية. ولقد اضيفت شركة زد تي إي إلى القائمة في عام 2018. بعض المراقبين يشعرون بالقلق من أن القيود التي تواجهها شركة هواوي تهدف إلى تأخير نشر شبكات 5G عالمياً حتى تكتسب الشركات الأمريكية المعرفة والتقنية اللازمة.
جمدت العديد من الشركات التي تتخذ من الولايات المتحدة مقراً لها إمداداتها إلى شركة هواوي للامتثال للوائح التنظيمية، بما في ذلك جوجل - الذي منع هواوي من التصديق على الأجهزة والتحديثات المستقبلية لنظام التشغيل أندرويد مع خدمات جوجل للهواتف النقالة المرخصة، بما في ذلك متجر جوجل بلاي، وكذلك فعلت كل من الشركات برودكوم وإنتل وكوالكوم ومايكروسوت وإكس لينيكس وويسترن ديجيتال. كما علقت شركة صناعة الرقاقات الألمانية انفينيون تكنولوجيز عملها طواعية مع شركة هواوي في انتظار نتائج «التقييم». واتهم مؤسس هواوي رن تشنغفي السياسيين الأمريكيين بالتقليل من قوة الشركة في حديثه لوسائل الإعلام الصينية،، وأوضح أنه «فيما يتعلق بتقنية 5G، فلن تتمكن الشركات الأخرى من اللحاق بشركة هواوي خلال العامين أو الثلاثة أعوام القادمة. لقد ضحينا بأنفسنا وعائلاتنا من أجل المثل الأعلى لدينا، لنقف على قمة العالم. للوصول إلى هذا المثل الأعلى، سوف يحدث صراع مع الولايات المتحدة عاجلاً أم آجلاً.» ينطبق هذا الأمر التنفيذي على جميع الشركات التي تتخذ من الولايات المتحدة مقراً لها، مما يعني أنه إذا كانت شركة هواوي ستطلق نظام تشغيل جديد من متجر التطبيقات الخاص بها، فلن تتوفر لهُ أية تطبيقات من الشركات الأمريكية من خلاله، ما لم يتم تثبيت هذه التطبيقات من خلال وسائل غير رسمية، كما هو الحال مع استخدام ملفات APK أو ملفات مماثلة أخرى. وأزالت شركة مايكروسوفت جميع تطبيقات منتجات هواوي من متجرها، لكن مايكروسوفت لم تصرح إلى الإعلام حول ما إذا كانت هواوي ستظل قادرة على الحصول على تراخيص ويندوز لأجهزة الحاسوب المحمولة الخاصة بها.
ولا يزال بإمكان هواوي استخدام البرمجيات مفتوحة المصدر التي تتضمن مشروع اندرويد مفتوح المصدر (AOSP)؛ ففي الصين، من الطبيعي ألا تشمل هواتف نظام أندرويد (بما في ذلك هواتف هواوي) متجر جوجل بلاي، لأن شركة جوجل لا تملك تصريحًا للعمل ضمن تلك المنطقة. وعادةً ما تجمع الهواتف مع توزيع يستند إلى AOSP مبني على مجموعة برامج خاصة بـ أو إي إم، بما في ذلك متجر تطبيقات من الجهة الأولى الذي تديره الشركة المصنعة (مثل آب جالاري من هواوي) أو خدمة تابعة لجهة خارجية من تشي هو 360 أو Tencent. ولوحظ أن شركة هواوي كانت تعمل على نظامها الأساسي المحمول، والذي يطلق عليه اسم نظام هونغ مينج HongMeng OS، والذي كان الإداري ريتشارد يو قد صرح أنه يمكن «طرحه بسرعة» كخطة «ب» في حالة استمرار العقوبات. وتعود الجهود المبذولة لتطوير نظام تشغيل داخلي في هواوي إلى عام 2012. وأفادت التقارير أيضًا أن هواوي لديها «مخزون» من القطع والمعالجات التي يمكن استخدامها كتدبير مؤقت.
أصدرت شركة جوجل بيانًا أكدت فيهِ أن وصول المستخدم إلى جوجل بلاي على أجهزة هواوي الحالية لن يتم تعطيله. وتعهدت شركة هواوي بمواصلة تقديم الدعم للأجهزة الحالية، بما في ذلك تحديثات الأمان، لكنها لم تصدر أي بيانات تتعلق بتوفير إصدارات أندرويد المستقبلية (مثل أندرويد كيو القادم). في 20 مايو 2019، صرحت وزارة التجارة أنها قد منحت جوجل ترخيصًا مؤقتًا لمدة ثلاثة أشهر لمواصلة العمل مع شركة هواوي، كما كانت تفعل قبل التوقيع على القيود.
في 22 مايو 2019، علقت شركة إيه أر إم القابضة نشاطها مع هواوي، بما في ذلك إيقاف جميع «العقود النشطة، واستحقاقات الدعم، وأي ارتباطات معلقة». وعلى الرغم من أنها شركة مملوكة لليابانيين ومقرها في المملكة المتحدة، إلا أن شركة إيه أر إم ذكرت أن ملكيتها الفكرية تحتوي على تقنيات من أصل أمريكي، وهي تعتقد أنها مغطاة بموجب أمر وزارة الكونغرس. وهذا يمنع شركة هواوي من تصنيع الرقائق تحت بنية إيه أر إم.
في 23 مايو 2019، تم الإبلاغ عن أن جمعية SD قد أزالت هواوي من قائمة أعضائها - مما يشير إلى إلغاء عضويتها في الجمعية. في نفس اليوم، علقت توشيبا لفترة وجيزة جميع الشحنات إلى هواوي، كإجراء مؤقت أثناء تحديد ما إذا كانت ستبيع أو لن تبيع مكونات أو تقنيات أمريكية الصنع إلى هواوي. صرحت باناسونيك أيضًا بأنها حددت أن علاقة عملها متوافقة مع القانون الأمريكي، ولن تعلقها. في اليوم التالي، قام تحالف واي-فاي أيضًا «بتقييد مؤقت» لعضوية هواوي.
في 24 مايو 2019، أخبرت هواوي رويترز أن فيديكس حاولت تحويل حزمتين تم إرسالها من اليابان وموجهة إلى هواوي في الصين إلى الولايات المتحدة، وحاولت تحويل حزمتين أخريين تم إرسالها من فيتنام إلى مكاتب هواوي في أماكن أخرى في آسيا، كل ذلك دون إذنهما. في البداية، ادعت شركة فيديكس فرع الصين أن «تقارير وسائل الإعلام غير صحيحة». في 28 مايو، اعتذروا على حسابهم على وسائل التواصل الاجتماعي الصينية عن حقيقة أن «عددًا صغيرًا من شحنات هواوي قد أسيء فهمها»، وادعوا أنه «لا توجد أطراف خارجية تطلب من فيديكس تحويل هذه الشحنات».
في 29 مايو 2019، تم الإبلاغ عن أن هواوي تم إدراجها مرة أخرى كعضو في جمعية تكنولوجيا الحالة الصلبة، وجمعية SD، وتحالف واي-فاي. بالإضافة إلى ذلك، في حين أن المنظمة العلمية IEEE قد حظرت مبدئيًا موظفي هواوي من أوراق مراجعة النظراء أو التعامل مع الأوراق كمحررين في 30 مايو 2019، بسبب مخاوف قانونية، تم إلغاء هذا الحظر أيضًا في 3 يونيو 2019.
في 29 يونيو 2019 في قمة مجموعة العشرين، وافق ترامب والرئيس الصيني والأمين العام شي جين بينغ على استئناف المفاوضات التجارية. أدلى ترامب بتصريحات تتضمن خططاً لتخفيف القيود المفروضة على الشركات الأمريكية التي تتعامل مع شركة هواوي، موضحة أنها قد باعت «كمية هائلة من المنتجات» للشركة، وأنها «لم تكن سعيدة تمامًا بعدم استطاعتها البيع»، وذلك كان يشير إلى «معدات لا توجد فيها مشكلة أمنية وطنية كبيرة معها». أعتبرت بي بي سي نيوز هذه الخطوة بمثابة «تنازل كبير».

##### استبدال نظام التشغيل
خلال العقوبات، لوحظ أن شركة هواوي كانت تعمل على نظام التشغيل الداخلي الخاص بها الذي يطلق عليه اسم «هونغ منغ»: في مقابلة مع صحيفة دي فيلت، صرح المسؤول التنفيذي ريتشارد يو بأنه يمكن استخدام نظام التشغيل الداخلي كخطة «ب» إذا تم منعه من استخدام أندرويد أو ويندوز كنتيجة للإجراءات الأمريكية، لكنه«يفضل العمل مع النظم البيئية لـ جوجل وميكروسوفت». تعود الجهود المبذولة لتطوير نظام تشغيل داخلي في هواوي إلى عام 2012. قدمت هواوي علامات تجارية لأسماء "Ark" و "Ark OS" و "Harmony" في أوروبا، والتي تم التكهن بأنها ربما تكون مرتبطة بنظام التشغيل هذا.
في يونيو 2019، أخبر نائب رئيس الاتصالات بشركة هواوي أندرو ويليامسون رويترز أن الشركة كانت تختبر نظام هونغ منغ في الصين، وقد يكون جاهزًا «في شهور». ومع ذلك، في يوليو 2019، صرح رئيس مجلس الإدارة ليانغ هوا ونائب الرئيس الأول كاثرين تشن أن نظام هونغ منغ لم يكن المقصود به في الواقع كنظام تشغيل للهواتف الذكية، وكان بالفعل نظام تشغيل مدمج مصمم لأجهزة إنترنت الأشياء (IoT).
في نوفمبر 2023 بدأت شركات صينية كبرى في البحث بشكل مكثف عن مطورين متخصصين في تطوير واختبار تطبيقات تتوافق للعمل مع نظام تشغيل هواتف هواوي HarmonyOS، على خلفية إعلان الشركة أن نظام تشغيلها لن يدعم تطبيقات أندرويد بدءاً من إصداره القادم.

## شؤون الشركة
تصنف هواوي نفسها على أنها "آلية جماعية ‏ " ولا تشير إلى نفسها كشركة خاصة. قال ريتشارد ماكجريجور، مؤلف كتاب "الحزب: العالم السري للحكام الشيوعيين في الصين" ‏، إن هذا «تمييز نهائي كان ضروريًا لاستلام الشركة دعم الدولة ضمن نقاط حاسمة في تطورها». جادل ماكجريجور بأن «مكانة هواوي كمجموعة حقيقية أمر مشكوك فيه».

### القيادة
رن تشنغ فاي هو المؤسس لشركة هواوي وحاصل على اللقب منذ عام 1987. ولقد كشفت شركة هواوي عن قائمة أعضاء مجلس الإدارة لأول مرة في عام 2010. وكان سن يافانغ هو رئيس مجلس الإدارة. واعتبارًا من 2011 وكان أعضاء مجلس الإدارة هم سن يافانغ، جوه بينغ، شو تشى جيون، هو هوكون، رن تشنغ، شو وينوي، لى جيه، دينغ يون، منغ انتشو، وتشن ليفانج، وان بياو وتشانغ بينغان ويو تشنغ دونغ. أما أعضاء مجلس الإشراف فهم ليانغ هوا، وبينج زيبينج، ورين شولو، وتيان فنغ، ودنغ بياو. ريتشارد يو تشنغ دونغ يشغل منصب رئيس مجلس إدارة شركة هواوي ديفايس، قسم الهواتف المحمولة التابع لها. في 1 يوليو 2013، أعلنت هواوي ديفايس عن انضمام الرئيس السابق لـنوكيا كولين جايلز إلى الشركة كنائب الرئيس التنفيذي لقطاع الأعمال الاستهلاكية.

### الملكية
يذكر أن شركة هواوي هي شركة مملوكة لمجموعة من الموظفين. يحتفظ رن تشنغ فاي بحوالي 1 من المائة من أسهم شركة هواوي القابضة، وهواوي للاستثمار القابضة، مع بقية الأسهم المملوكة من قبل لجنة نقابية يزعم أنها تمثل مساهمي موظفي هواوي. يشارك حوالي نصف موظفي هواوي في هذه الملكية (الموظفون الأجانب غير مؤهلين)، ويحملون ما تسميه الشركة «مشاركات مقيدة افتراضية». هذه المشاركات غير قابلة للتداول ويتم تخصيصها لمكافأة الأداء. عندما يترك الموظفون شركة هواوي، تعود أسهمهم إلى الشركة، الأمر الذي يعوضهم ماليا بشكل تلقائي عن ملكيتهم. على الرغم من حصول المساهمين العاملين على أرباح الأسهم، فإن أسهمهم لا تمنحهم أي تأثير مباشر في قرارات الإدارة، ولكنها تمكنهم من التصويت لأعضاء لجنة ممثلي 115 شخصًا من قائمة المرشحين المحددة مسبقًا. وتختار لجنة الممثلين أعضاء مجلس إدارة شركة هواوي القابضة وأعضاء مجلس المشرفين. وهنالك جدل حول ما إذا كان يمكن للجنة النقابية فرض النفوذ الحكومي على شركة هواوي أم لا.

## الشركاء والعملاء
اعتبارًا من 2010 حوالي 80% من أفضل 50 شركة اتصالات في العالم كانت قد تعاملت مع شركة هواوي.
- بيل كندا[145]
- BT[146]
- كليرواير[144]
- كوكس للاتصالات  [لغات أخرى]‏
- موتورولا[147][148]
- برتقالي[149]
- بي إل دي تي[150]
- البرتغال للاتصالات  [لغات أخرى]‏
- شركة الإتصالات الباكستانية
- تي موبايل
- الامير الوليد بن طلال  [لغات أخرى]‏
- فودافون[151][152]

## منتجات وخدمات
تم تنظيم هواوي حول ثلاثة قطاعات أعمال أساسية:
1. شبكات الاتصالات السلكية واللاسلكية، وبناء شبكات الاتصالات السلكية واللاسلكية والخدمات
2. المشاريع التجارية، توفير المعدات والبرامج والخدمات لعملاء المؤسسات، على سبيل المثال الحلول الحكومية - انظر Huawei 4G eLTE[153]
3. أجهزة تصنيع أجهزة الاتصالات الإلكترونية[18]

أعلنت شركة هواوي عن أعمالها الخاصة بالمؤسسات في يناير 2011 بهدف توفير البنية التحتية للشبكات والاتصالات الثابتة واللاسلكية ومركز البيانات وحلول الحوسبة السحابية لعملاء الاتصالات العالمية.

### شبكات الاتصالات
حلول الشبكة الأساسية من هواوي تقدم سوفت سويتش ‏ للهواتف الجوالة والثابتة، بالإضافة إلى تسجيل موقع الجيل التالي من المنزل ونظام الوسائط المتعددة لبروتوكول الإنترنت ‏ (IMS). تبيع هواوي خطوط دي إس إل xDSL وخدمات الشبكات البصرية السلبية ‏ (PON) ووخدمات الشبكات البصرية السلبية ‏ من الجيل التالي (NG PON) على منصة واحدة. تقدم الشركة أيضًا البنية التحتية للأجهزة المحمولة والوصول إلى النطاق العريض وأجهزة التوجيه ومفاتيح توفير الخدمة (SPRS). تشمل منتجات برامج هواوي منصات تقديم ‏ الخدمات (SDPs)، و BSS، و خدمات الاتصال ثري المحتوى ‏، وحلول المكتب الرقمي المنزلي والمحمول.

### الخدمات العالمية
تقدم هواوي للخدمات الدولية معدات لبناء وتشغيل الشبكات لمشغلي الاتصالات وكذلك الخدمات الاستشارية والهندسية لتحسين الكفاءة التشغيلية. وتشمل هذه خدمات تكامل الشبكات مثل تلك الخاصة بالشبكات المتنقلة والثابتة ؛ خدمات الضمان ‏ مثل أمان الشبكة ؛ وخدمات التعلم، مثل استشارات الكفاءة.

### الأجهزة
يوفر قسم الأجهزة من هواوي منتجات ذات علامات بيضاء ‏ لموفري خدمة المحتوى، بما في ذلك أجهزة مودم يو إس بي وأجهزة المودم اللاسلكية وأجهزة التوجيه اللاسلكية للواي فاي المحمول وحدات مدمجة ‏ ومحطات لاسلكية ثابتة ‏ وبوابات لاسلكية ‏ وصناديق استقبال ‏ الهواتف المحمولة ومنتجات الفيديو. تنتج هواوي أيضًا وتبيع مجموعة متنوعة من الأجهزة باسمها، مثل هواتف إديوس الذكية وأجهزة الكمبيوتر اللوحية وهواوي سمارتسويتش.

### تاريخ هواتف هواوي

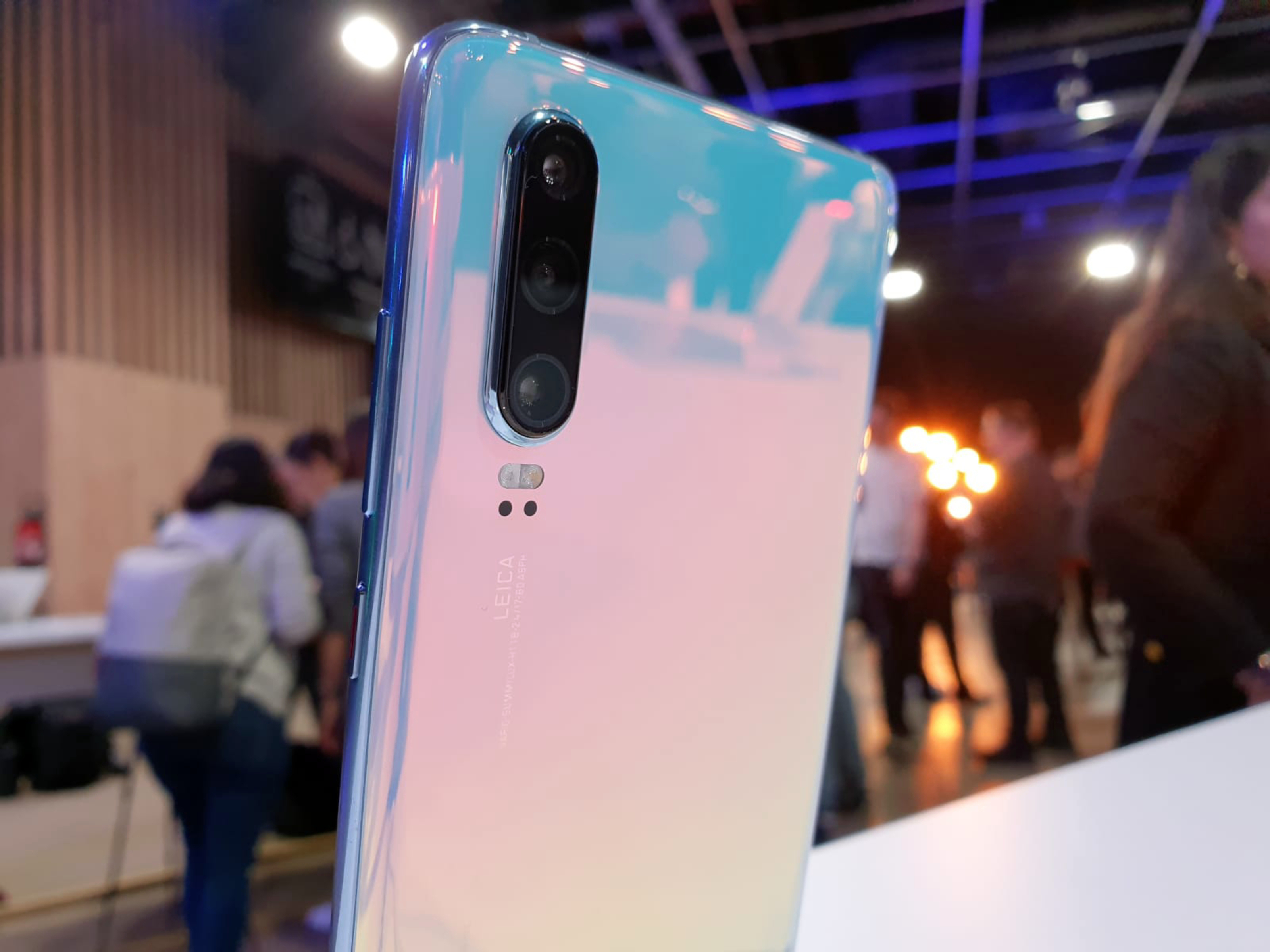
هواوي مزود بكاميرا ثلاثية العدسة (خلفية)

في يوليو 2003، أنشأت هواوي قسم الهاتف الخاص بها. وبحلول عام 2004، قامت هواوي بتوزيع هاتفها الأول، C300. أما U626 فكان أول هاتف من الجيل الثالث من هواوي في يونيو 2005، وفي عام 2006، أطلقت هواوي أول هاتف 3G لشركة فودافون والذي حمل اسم V710. ثم ظهر U8220 الئي كان أول هاتف ذكي يعمل بنظام أندرويد من هواوي وتم الكشف عنه في ملتقى عالم الهاتف النقال عام 2009. في معرض الإلكترونيات الاستهلاكية عام 2012، طرحت هواوي مجموعة أسيند بدءًا من أسيند P1 S. في ملتقى عالم الهاتف النقال 2012، أطلقت هواوي أسيند D1. في سبتمبر 2012، أطلقت هواوي أول هاتف 4G، وهو أسيند P1 LTE. في معرض الإلكترونيات الاستهلاكية 2013، أطلقت شركة هواوي أسيند D2 وأسيند ميت. في ملتقى عالم الهاتف النقال 2013، تم إطلاق أسيند P2 كأول هاتف ذكي في العالم. في يونيو 2013، أطلقت هواوي أسيند P6 وفي ديسمبر 2013، قدمت هواوي أونر كعلامة تجارية مستقلة فرعية في الصين. في معرض الإلكترونيات الاستهلاكية 2014، أطلقت هواوي جهاز أسيند ميت 2 4G في عام 2014، وفي ملتقى عالم الهاتف النقال 2014، أطلقت هواوي جهاز ميديا باد X1 اللوحي وهاتف أسيند G6 4G الذكي. ومن بين المنتجات الأخرى التي تم إطلاقها في عام 2014، أسيند P7 في مايو 2014، وأسيند ميت 7، وأسيند G7، وأسيند P7 سافيرا كأول هاتف ذكي 4G في الصين مع شاشة ياقوت.
في يناير 2015، أوقفت هواوي العلامة التجارية «أسيند» للهواتف، وأطلقت سلسلة P الجديدة مع هواوي P8. تشاركت هواوي مع جوجل لبناء نيكسوس 6P ‏ في عام 2015.
تم طرح النماذج الحالية في خطوط P ومايت، P30، P30 برو ‏، هواوي مايت 20، مايت 20 برو ومايت 20 إكس في 2018 و 2019.

### واجهة المستخدم العاطفية
واجهة المستخدم العاطفية (EMUI) عبارة عن روم/ أو إس طور بواسطة شركة هواوي تيكنولوجيز ليميتد كو. ويقوم على نظام أندرويد مفتوح المصدر (AOSP) من جوجل. وثبتت واجهة المستخدم العاطفية مسبقًا على معظم أجهزة هواتف هواوي الذكية وفروعها سلسلة أونر

## المكانة التنافسية
شركة هواوي تيكنولوجيز ليميتد كو، هي أكبر شركة لتصنيع معدات الاتصالات في العالم وأكبر شركة لتصنيع معدات شبكات الهاتف في الصين. في عام 2014، أصبحت هواوي المزود الأول في العالم للحصول على براءات الاختراع الدولية في عام 2014، حيث حصلت على 3,442 براءة اختراع.

### مراكز البحث والتطوير
لدى شركة هواوي 21 معهد ومركز بحث وتطوير في عدة دول من بينها الصين والولايات المتحدة، وكندا، والمملكة المتحدة، وباكستان، وفنلندا، وفرنسا، وبلجيكا، وألمانيا، وكولومبيا والسويد وايرلندا والهند وروسيا وإسرائيل وتركيا.

## تدرس فتح مركز جديد للبحث والتطوير (R&D) في روسيا
تدرس هواوي فتح مركز جديد للبحث والتطوير (R&D) في روسيا خلال عامي (2019-2020)، والذي سيكون المركز الثالث في البلاد بعد مركزي موسكو وسانت بطرسبرغ، وأعلنت هواوي أيضًا عن خططها لشهر نوفمبر 2018، لافتتاح مركز للبحث والتطوير في مدينة جرينوبل الفرنسية، والتي ستركز بشكل أساسي على أجهزة استشعار الهواتف الذكية وتطوير برامج الحوسبة المتوازية. وقالت الشركة إنه من المتوقع أن ينمو فريق البحث والتطوير الجديد في جرينوبل إلى 30 باحثًا بحلول عام 2020. وقالت الشركة إن هذه الإضافة الجديدة رفعت عدد فرق البحث والتطوير في البلاد إلى خمسة: كان اثنان منهم في صوفيا أنتيبوليس وباريس، وهما يبحثان في معالجة الصور وتصميمها، بينما كان الفريقان الآخران موجودان في منشآت هواوي في بولون بيانكور، ويعملان على الخوارزميات ومعايير المحمول ومواصفات 5G. وتهدف شركة التكنولوجيا العملاقة أيضًا إلى افتتاح مركزين جديدين للبحوث في زيورخ ولوزان بسويسرا. ولقد وظّفت شركة هواوي في نفس الوقت حوالي 350 شخصًا في سويسرا.

## سيارة هواوي الكهربائية[176]
أطلقت شركة هواوي سيارة كهربائية جديدة مصممة لتتنافس مع سيارة تسلا طراز إس.وبدأت شركة التكنولوجيا الصينية العملاقة في تلقي الطلبات المسبقة لسيارة Luxeed S7، أول سيارة سيدان لها ، التي تم تطويرها مع شركة صناعة السيارات الصينية شيري، يبدأ سعرها من 258 ألف يوان (35400 دولار) خلال فترة ما قبل البيع. وقالت الشركة في مؤتمر صحافي في 9 نوفمبر 2023 إن المبيعات المنتظمة ستبدأ في 28 نوفمبر 2023.وكشف ريتشارد يو، رئيس قسم المستهلكين في الشركة، عن السيارة في مدينة شنتشن الكبرى، قائلاً إنها مجهزة ببطارية قوية عالية الجهد. وكان قد قال سابقاً إن سيارة S7 ستتفوق على طراز S من تسلا "في كل المواصفات".
وسيؤدي الشحن لمدة 15 دقيقة إلى تحقيق نطاق قيادة يبلغ 400 كيلومتر (249 ميلاً)، وفقاً لـ "يو"، وهو ما يتجاوز نطاق 347 كيلومتراً (حوالي 216 ميلاً) لسيارة تسلا موديل S بعد فترة شحن مماثلة.

## الخلافات
واجهت شركة هواوي انتقادات عدة لجوانب مختلفة من عملياتها، حيث شملت أبرز الخلافات مزاعم الولايات المتحدة حول استخدام منتجاتها لأغراض التجسس من قبل الحكومة الصينية (خاصة فيما يتعلق بشبكات الجيل الخامس 5G اللاسلكية)، وحالات سرقة الملكية الفكرية. وصرح كل من الرئيس التنفيذي ورئيس شركة هواوي، أن هواوي ليس لديها «أبواب خلفية».

## وصلات خارجية
- الموقع الرسمي